# Янгибазар (Бухарская область)
Янгибаза́р (узб. Yangibozor, Янгибозор) — посёлок городского типа, административный центр Пешкунского района, (Бухарская область, Узбекистан). Янгибазар расположенный на второстепенной дороге, соединяющей Ташкент, Самарканд, Ургенч и Нукус. Ближайшая железнодорожная станция — Когон — находится в 42 километрах от Янгибазара. Областной центр, город Бухара, расположен в 35 километрах от этого населённого пункта.
По данным на 2016 год, численность населения Янгибазара составляла 6800 человек. Основным источником воды для жителей и домохозяйств является Аму-Бухарский канал (Карасу), Амударья протекает в 5 км к востоку от посёлка. В Янгибазаре функционируют хлебозавод и две строительные фирмы. На территории посёлка был открыт образователь кластер Astrum.